# Fulmini addosso
Fulmini addosso è un singolo della cantante italiana Francesca Michielin, pubblicato il 9 giugno 2023 come sesto estratto dal quinto album in studio Cani sciolti.
Il brano fa parte della colonna sonora del film L'estate più calda diretto da Matteo Pilati per Amazon Prime Video.

## Descrizione
Il brano è stato scritto e composto da Francesca Michielin, Alessandro La Cava, Merk & Kremont, Eugenio Maimone, Leonardo Grillotti, con la produzione degli ultimi quattro autori sotto il collettivo di produzione ITACA. Michielin ha raccontato il significato del brano e il processo creativo per la sua realizzazione:
Il brano è il terzo di Michielin a essere parte di una colonna sonora dopo Amazing presente nel film The Amazing Spider-Man 2 - Il potere di Electro (2014) e Nei tuoi occhi, brano colonna sonora di Marilyn ha gli occhi neri (2021).

## Accoglienza
Fabio Fiume di All Music Italia assegna al brano un punteggio di 7,5 su 10, definisce il brano «massiccio e potente» il cui inciso si compone di due parti «la prima più in sottrazione, la seconda d'esplosione», impostato su «suoni elettronici che fanno pensare al miglior David Guetta.» Fiume apprezza gli accenti del cantato della Michielin sul testo, descrivendoli «belli» grazie ai «tanti cambi d'intenzione nell'interpretazione».
Gabriele Fazio dell'Agenzia Giornalistica Italia scrive che Fulmini addosso sia «un lavoro strutturato», il cui sound si identifica in un'atmosfera «chill ballabile», interpretata «molto bene, con una misura che apre spazi per una narrazione esistente» da Michielin.

## Video musicale
Il video, diretto da Giacomo Triglia, è stato reso disponibile in concomitanza del lancio del singolo attraverso il canale YouTube della cantante. Nel video sono presenti cameo di scene tratte dal film.

## Successo commerciale
Il singolo ha ottenuto un buon successo radiofonico in Italia, raggiungendo la 36ª posizione nell'airplay generale, e nell'airplay italiano la 23ª posizione.

## Classifiche
| Classifica (2023)         | Posizione massima |
| ------------------------- | ----------------- |
| Italia (airplay)          | 42                |
| Italia (airplay italiane) | 25                |

## Tracce
Testi e musiche di Francesca Michielin, Federico Mercuri, Giordano Massimiliano Cremona, Eugenio Maimone, Leonardo Grillotti e Alessandro La Cava.
1. Fulmini addosso (from the Prime Video Original Movie L'ESTATE PIÙ CALDA) – 3:41